# Dziura w Grzędzie II
Dziura w Grzędzie II – jaskinia w Dolinie Miętusiej w Tatrach Zachodnich. Wejście do niej znajduje się we wschodnim zboczu Doliny Litworowej, w skalnej grzędzie, niedaleko Jaskini Wielkiej Litworowej i jaskini Dziura w Grzędzie I, na wysokości 1925 m n.p.m. Długość jaskini wynosi 7 metrów, a jej deniwelacja 4 metry.

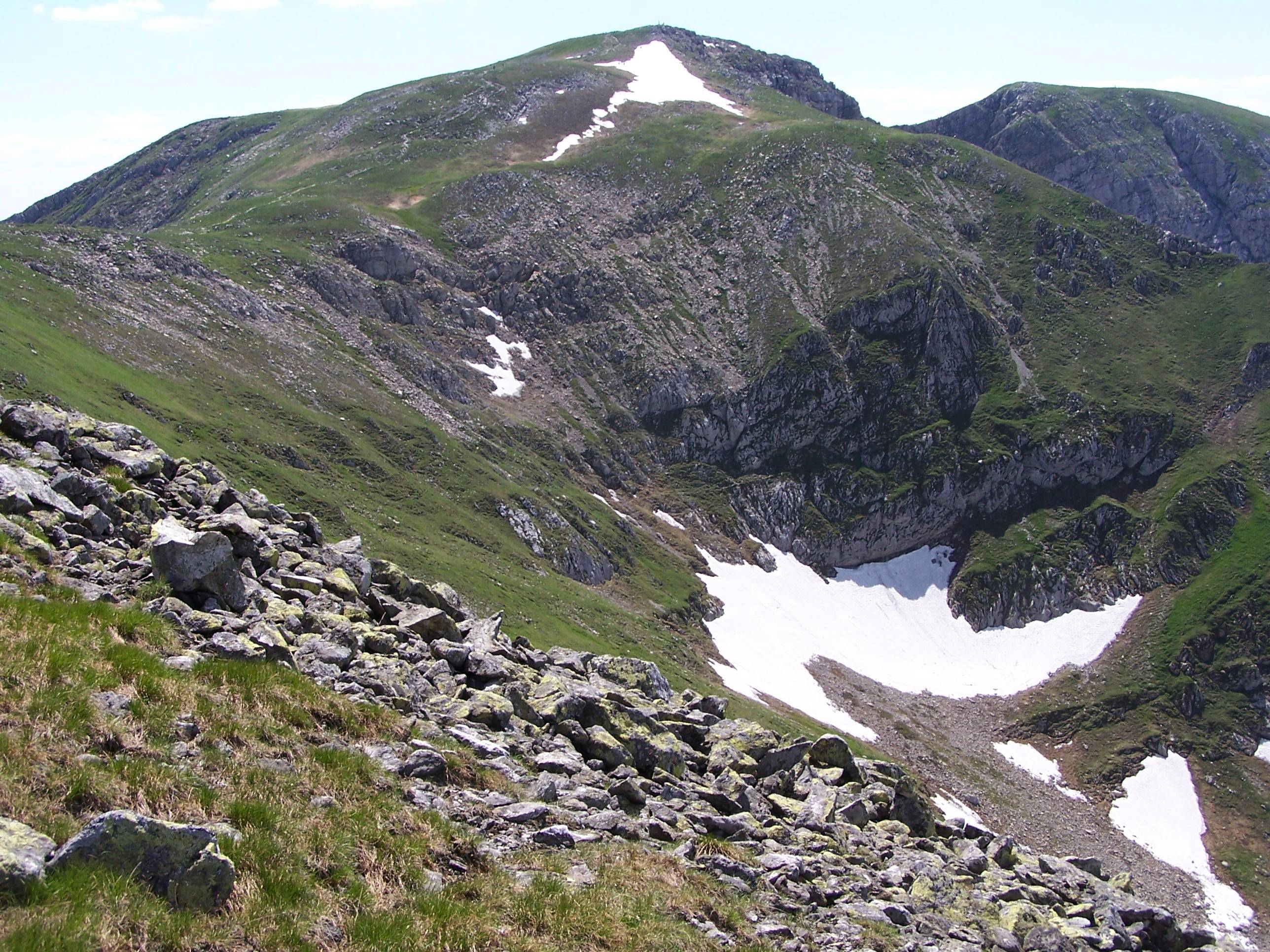
Dolina Litworowa. Po lewej zbocze, w której znajduje się jaskinia

## Opis jaskini
Jaskinię stanowi ciasny, szczelinowy i idący w dół korytarz mający początek się na dnie 1,5-metrowej studzienki, która zaczyna się zaraz za małym otworem wejściowym. Po kilku metrach rozdziela się on na dwa ciągi. Oba kończą się zawaliskiem. Mniej więcej w połowie długości korytarza odchodzi od niego szczelinowy, krótki korytarzyk.

## Przyroda
W jaskini brak jest nacieków. Ściany są wilgotne, rosną na nich mchy, paprocie i porosty.

## Historia odkryć
Podczas prac nad inwentaryzacją jaskiń tatrzańskich Dziurę w Grzędzie II zbadali 3 sierpnia 1976 roku M. Kropiwnicka, M. Lasota, T. Ostrowski i P. Żarski. W związku z tym, że przedtem nie było jakichkolwiek informacji o tej jaskini uznaje się ich za jej odkrywców.